# Sadok Barącz
O. Sadok Wincenty Fereriusz Barącz (ur. 29 kwietnia 1814 w Stanisławowie, zm. 2 kwietnia 1892 w Podkamieniu) – polski Ormianin, dominikanin, znany galicyjski historyk i kronikarz.

## Życiorys
Urodził się w znanej rodzinie Ormian polskich jako syn Grzegorza i jego żony (z Aksentowiczów). W 1830 r. ukończył słynne Cesarsko-królewskie gimnazjum w Stanisławowie. Studiował filozofię i teologię we Lwowie. W 1835 r. wstąpił do zakonu dominikanów. Wyświęcony w 1838 r. przez arcybiskupa lwowskiego obrządku łacińskiego, Franciszka Pischtka.
Był jednym z autorów haseł do 28 tomowej Encyklopedii Powszechnej Orgelbranda z lat 1859–1868. Jego nazwisko wymienione jest w I tomie z 1859 roku na liście twórców zawartości tej encyklopedii.
Po święceniach pracował m.in. jako bibliotekarz, katecheta, wreszcie profesor nauk biblijnych we Lwowie i przeor klasztoru w Podkamieniu (obecnie w rejonie brodzkim). W 1855 r. oddał się pracy naukowej. Badacz historii Ormian polskich, zakonu dominikanów i Kresów Wschodnich.

### Prace
- Kościół i klasztor Dominikanów w Krakowie, Poznań, 1881;
- Barącz S. Objaśnienie wyznania wiary rzymsko-katolickiej i Rzecz s. Cypryana biskupa i męczennika o jedności Kościoła katolickiego ku oświeceniu i zbudowaniu wiernych chrystusowych, Poznań, 1845.
- Barącz S. Pamiątki miasta Żółkwi, Lwów, 1852.
- Barącz S. Pamiętnik dziejów Polskich. Z aktów urzędowych Lwowskich i z rękopismów, Lwów, 1855.
- Barącz S. Pamiętnik dziejów Polski, Lwów, 1855.
- Barącz S. Żywoty sławnych Ormian w Polsce, Lwów, 1856.
- Barącz S. Pamiątki miasta Stanisławowa, Lwów, 1858.
- Barącz S. Wiadomość o klasztorze WW. OO. Dominikanów w Podkamieniu, Lwów, 1858.
- Barącz S. Rys dziejów zakonu kaznodziejskiego w Polsce. T. 2, Lwów, 1861.
- Barącz S. Pamiątki jazłowieckie, Lwów, 1862.
- Barącz S. Wolne miasto handlowe Brody, Lwów, 1865.
- Barącz S. Bajki, fraszki, podania, przysłowia i pieśni na Rusi, Tarnopol, 1866.
- Barącz S. Rys dziejów ormiańskich, Tarnopol, 1869.
- Barącz S. Dzieje klasztoru WW. OO. Dominikanów w Podkamieniu, Tarnopol, 1870.
- Barącz S. Pamiętnik zakonu WW. OO. Bernardynów w Polscze, Lwów, 1874.
- Barącz S. Badacz : studium obyczajowe, Brody, 1875.
- Barącz S. Klasztor WW. OO. Dominikanów w Starym Borku, Lwów, 1878.
- Barącz S. Pamiętnik szlachetnego Ledochowskich domu, Lwów, 1879.
- Barącz S. Pamiątki buczackie, Lwów, 1882.
- Barącz S. Archiwum WW. OO. Dominikanów w Jarosławiu, Lwów, 1884.
- Barącz S. Wiadomość o Ponikowicy Małej, Poznań, 1886.
- Barącz S. Jan Tarnowski: szkic biograficzny, Poznań, 1888.
- Barącz S. Klasztór i kościół Dominikanów w Krakowie, Poznań, 1888.
- Barącz S. Smotrycki Melecy : szkic bibliograficzny, Poznań, 1889.
- Barącz S. Kassyan Sakowicz : szkic bibliograficzny, Poznań, 1889.
- Barącz S. Założce, Poznań, 1889.
- Barącz S. Gawath Jakób : szkic bibliograficzny, Poznań, 1890.
- Barącz S. Cudowne obrazy Matki Najświętszej w Polsce, Lwów, 1891.